# 14097 Capdepera
14097 Capdepera là một tiểu hành tinh vành đai chính với cận điểm quỹ đạo là AU of 2.6073205. Nó có độ lệch tâm là 0.0571976 và vận tốc quỹ đạo là 1679.7173708 ngày (4.60 năm).
Tiểu hành tinh này được bởi Rafael Pacheco phát hiện vào ngày 11 tháng 8 năm 1997.
Nó được đặt theo tên của làng Capdepera ở phía đông Mallorca.